# Myzocallis castaneae
Myzocallis castaneae är en insektsart som först beskrevs av Fitch 1856.  Myzocallis castaneae ingår i släktet Myzocallis och familjen långrörsbladlöss. Inga underarter finns listade i Catalogue of Life.